# Казаков, Пётр Аггеевич
Пётр Агге́евич Казако́в (1875 — после 1907) — член II Государственной думы от Могилевской губернии, крестьянин.

## Биография
Православный, крестьянин деревни Усушки Долгомохской волости Быховского уезда.
Окончил народное училище. Участвовал в русско-японской войне, был ранен в ногу под Мукденом. Имел знаки отличия ордена Святого Георгия. Затем занимался хлебопашеством (5½ десятин надельной земли).
В феврале 1907 года был избран в члены II Государственной думы от Могилевской губернии съездом уполномоченных от волостей. Входил в группу беспартийных, примыкал к группе правых и умеренных. В думских комиссиях не участвовал.
Судьба после роспуска Думы неизвестна.